# 高橋あきお
高橋 あきお（たかはし あきお）は、日本の男性声優。フリー。広島県出身。旧名：高橋章朗。

## 出演

### テレビアニメ
- グリーングリーン（轟やすし）
- HUNTER×HUNTER（第1作）（ヤマアラシ）
- マクロス7（オペレーター）

### OVA
- カナリア 〜この想いを歌に乗せて〜（杉山良太）

### ゲーム
- カナリア 〜この想いを歌に乗せて〜（杉山良太）
- グリーングリーン （轟やすし、子安ケンタ）
  - グリーングリーン2 恋のスペシャルサマー（轟やすし、子安ケンタ）
  - グリーングリーン3 ハローグッバイ（轟やすし、子安ケンタ）
- フーリガン〜君のなかの勇気〜（乃木ユキト’）
- アズラエル（夏目栄寿）
- みずいろ（南山）
- あののの。〜君と過ごしたあの日あの時あの未来〜（時雨馳夫）
- 帝国千戦記（PC版）（白怜迅）
- ATRI -My Dear Moments-（音声編集）[1]

### ドラマCD
- みずいろ ドラマCD（片瀬健二）
- ドラマCD カナリア 〜この想いを歌に乗せて〜（杉山良太）
- カナリア茶（杉山良太）
- なめらかマーガリン（乃木ユキト）